# كانازاوا (إيشيكاوا)

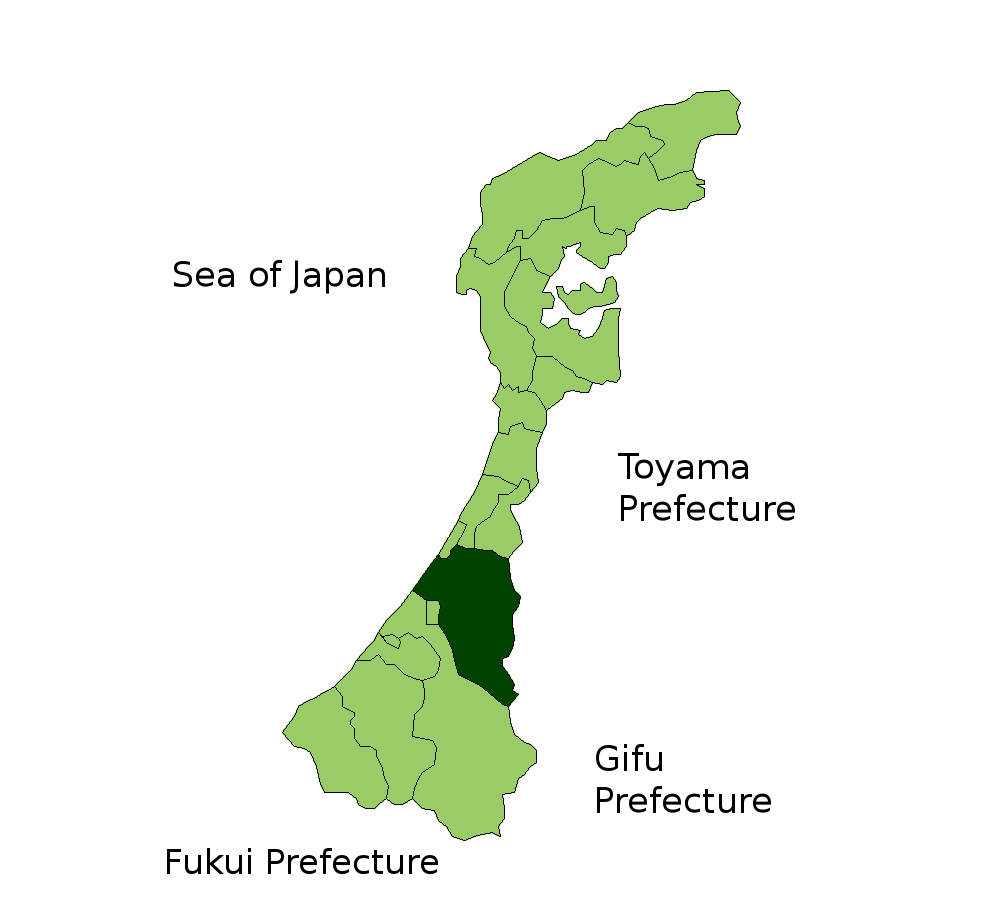
خريطة مدينة كانازاوا ضمن محافظة إيشيكاوا

كانازاوا (باليابانية: 金沢市 كانازاوا-شي) هي مدينة في اليابان، وعاصمة محافظة إيشيكاوا، تقع على الجزيرة الرئيسية هونشو، وتطل على بحر اليابان. تأسست المدينة في الأول من أبريل عام 1889.

## جغرافيا
كانازاوا مدينة ساحلية تطل على بحر اليابان، وتحيط بها جبال الألب اليابانية، حديقة هاكوسان الوطنية، وحديقة شبه جزيرة نوتو الوطنية.

## تاريخ
يعني اسم المدينة كانازاوا (金沢) حرفيا "مستنقع الذهب"، حيث تقول الأساطير بأن مزارع في قديم الزمان كان يحفر الأرض ليحصد محصول البطاطا عندما اكتشف مستنقعا من الذهب.
أنشأت قلعة كانازاوا من قبل عشيرة ماييدا حوالي القرن الخامس عشر، وازدهرت مدينة كانازاوا حول القلعة مثل بقية قلاع اليابان. احترقت قلعة كانازاوا عام 1888 ثم أعيد بناؤها لاحقا.

## أهم مواقع المدينة

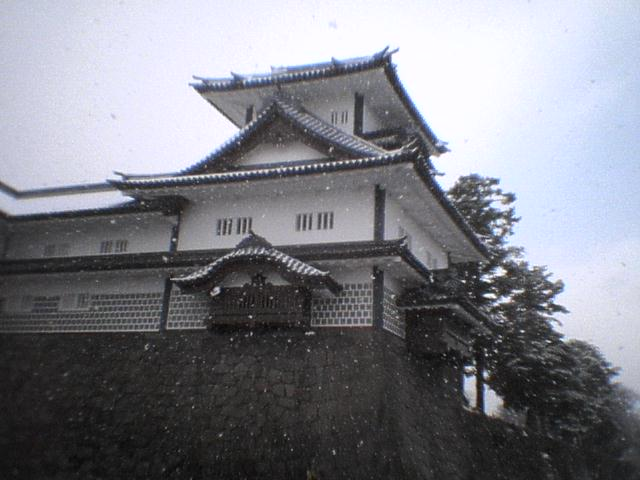
الشلالات في قلعة كانازاوا

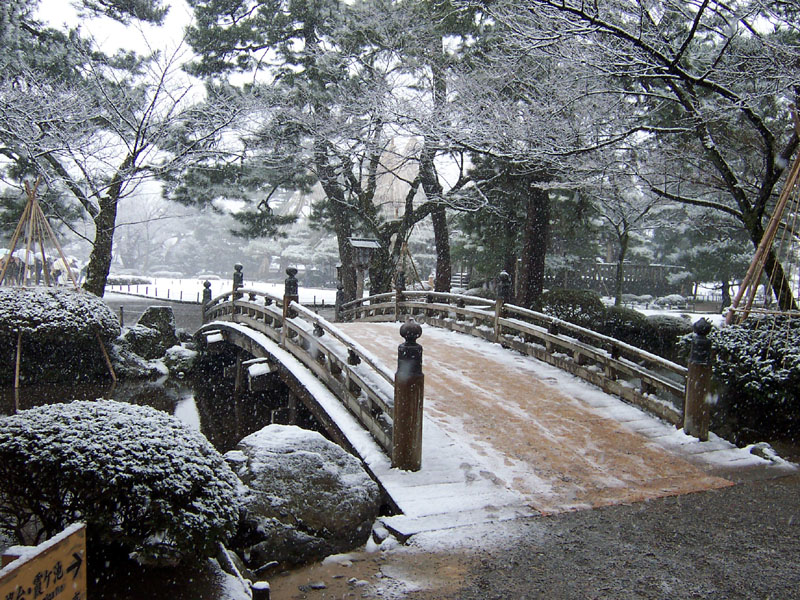
أحد الجسور في حديقة كينروكوإن

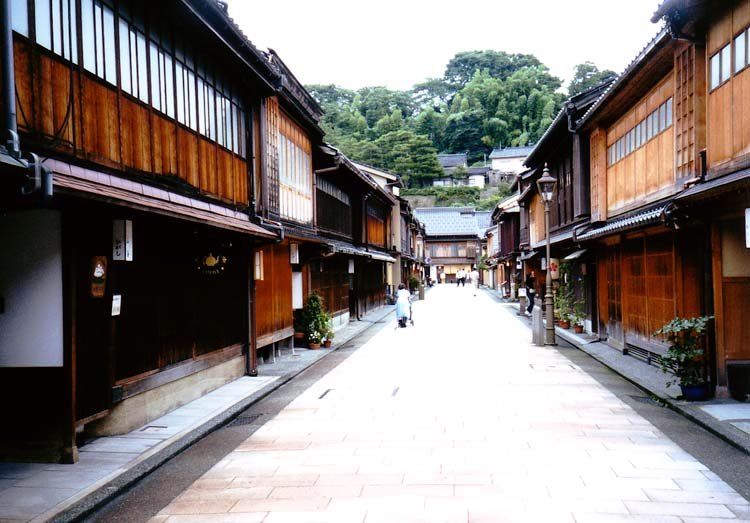
حي الغيشا الشرقي

- كينروكوين
- قلعة كانازاوا

## مدن توأم
لمدينة كانازاوا عدة مدن توأم حول العالم منها :
- بوفالو، نيويورك، الولايات المتحدة الأمريكية
- بورتو أليغري, البرازيل
- إيركوتسك، روسيا
- خنت، بلجيكا
- نانسي، فرنسا
- سوجو، الصين
- جيونجو، كوريا الجنوبية

## أعلام
- تاكيشي كوشيدا
- هيكارو كيتاغاوا
- دي. سوزوكي
- نوبويوكي أبه

## وصلات خارجية
- الموقع الرسمي للمدينة